# Leibniz-Institut für Neue Materialien

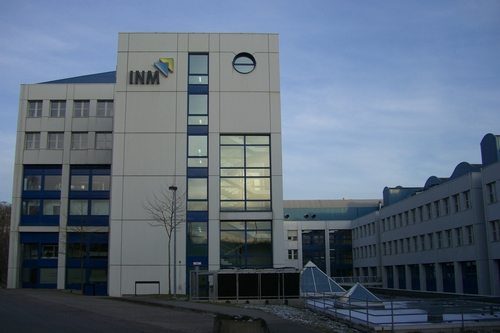

Das INM – Leibniz-Institut für Neue Materialien gGmbH ist ein außeruniversitäres Forschungsinstitut und Mitglied der Leibniz-Gemeinschaft. Es betreibt multidisziplinäre Wissenschaft und materialorientierten Technologietransfer in der Chemie, Physik, Biologie, Materialwissenschaft und Ingenieurwissenschaft in Kooperation mit Forschungsinstituten und Industriepartnern weltweit. Das Institut ist eine gemeinnützige GmbH (gGmbH) in Saarbrücken mit Sitz auf dem Campus der Universität des Saarlandes.

## Geschichte
Das „Institut für Neue Materialien“ (INM) wurde im Jahre 1987 in Form einer gemeinnützigen GmbH zunächst in alleiniger Trägerschaft des Landes unter der Leitung von Herbert Gleiter gegründet. 1990 übernahm Helmut K. Schmidt die Geschäftsführung des Instituts, das er bis 2005 leitete. Unter seiner Leitung fokussierte sich das INM besonders auf die Chemische Nanotechnologie.
Im Jahr 2005 begann mit der Übernahme der Geschäftsführung durch Michael Veith und Jochen Flackus eine Phase der Umorientierung für das Institut. Zum 1. Oktober 2007 wurde Eduard Arzt zum Wissenschaftlichen Geschäftsführer und Vorsitzenden der Geschäftsführung berufen. Unter seiner Federführung wurde eine weitgreifende Neuausrichtung des INM in Angriff genommen. Neben die Chemische Nanotechnologie traten als weitere Forschungsschwerpunkte Grenzflächenmaterialien und Materialien in der Biologie. 2010 übernahm Roland Rolles die kaufmännische Geschäftsführung, die 2014 an Günter Weber überging. 2015 wurde Arànzazu del Campo zur zweiten Wissenschaftlichen Geschäftsführerin berufen. Nachdem Eduard Arzt zum 31. Dezember 2022 in den Ruhestand verabschiedet wurde, folgte im März 2023 Wilfried Weber als zweiter wissenschaftlicher Geschäftsführer neben Aránzazu del Campo. Zum 28. Februar 2023 ging der kaufmännische Geschäftsführer Günter Weber in den Ruhestand. Seine Nachfolge trat 2024 Michael Marx an.
Seit 1991 ist die Universität des Saarlandes mit einem Anteil von 51 % Mitgesellschafterin. Seit Anfang der 1990er Jahre wurden verstärkt durch BMBF und Industrie finanzierte Projekte durchgeführt; ab der Mitte der 1990er Jahre erfolgte der Aufbau eines Technologietransfers. Zwischen 1995 und 2004 wurden insgesamt elf Spin Offs gegründet, im Jahr 2019 ein weiteres.
In einer Empfehlung des Wissenschaftsrats wurde das Institut als Forschungseinrichtung von überregionaler Bedeutung eingestuft und aufgrund dessen zum 1. Januar 1999 in die so genannte Blaue Liste und somit in die Bund-Länder-Finanzierung aufgenommen. Im Oktober 2003 erfolgte eine Umfirmierung in „INM - Leibniz-Institut für Neue Materialien gGmbH“.

## Aufgaben und Struktur
Das INM betreibt grundlagen- und anwendungsorientierte Materialforschung an neuen Werkstoffen aus chemischen und lebenden Komponenten, die in Bezug auf Funktionalität, Leistung und Nachhaltigkeit neue Anwendungen ermöglichen. Das INM wird von zwei wissenschaftlichen Geschäftsführern und einem kaufmännischen Geschäftsführer geleitet; ein wissenschaftlicher Geschäftsführer ist Vorsitzender der Geschäftsführung. Der wissenschaftliche Bereich des INM gliedert sich in derzeit sechs Forschungsabteilungen (FA) und 4 Forschungsgruppen (FG):
- Bioprogrammierbare Materialien (FG)
- Dynamische Biomaterialien (FA)
- Elektrofluide (FG)
- Energie-Materialien (FA)
- Materialien-Host Interaktionen (FG)
- Immuno-Materialien (FG)
- Interaktive Oberflächen (FA)
- Optische Materialien (FA)
- Strukturbildung (FA)
- Materialorientierte Synthetische Biologie (FA)

Im institutseigenen InnovationsZentrum INM arbeitet ein interdisziplinäres Team von Wissenschaftlern, Ingenieurinnen und Technikern mit einer langjährigen Erfahrung in der Kommunikation und der Zusammenarbeit mit Industrie und Wirtschaft und sichert somit den Transfer der Forschung in die Anwendung.
Neben den Forschungsabteilungen und Forschungsgruppen unterhält das INM Kerneinreichtungen, die die wissenschaftlichen Arbeiten besonders auf den Gebieten der Analytik und Charakterisierung unterstützen, die Konstruktion und den Bau spezifischer Vorrichtungen und Ausrüstungen realisieren sowie die gemeinsam mit der Universität des Saarlandes betriebene NTNM-Bibliothek.

## Personal und Finanzierung
Das INM beschäftigt 238 Mitarbeitende aus 37 Ländern, davon 67 promovierte Forschende und 53 Promovierende (Stand: 31. Dezember 2024). Als Einrichtung der Leibniz-Gemeinschaft wird die Grundfinanzierung des INM jeweils zur Hälfte vom Bund und den Ländern bereitgestellt. Der Bundesanteil wird vom Bundesministerium für Forschung, Technologie und Raumfahrt (BMFTR) getragen, der Länderanteil zum Großteil vom Saarland; der Rest des Länderanteils wird nach dem Königsteiner Schlüssel auf alle Bundesländer aufgeteilt. Insgesamt hatte das INM im Haushaltsjahr 2024 ein Jahresbudget in Höhe von ca. 28 Millionen Euro.